# Isabelle Blanchet-Rampling
Isabelle Blanchet-Rampling (24 giugno 1985) è una nuotatrice artistica canadese.

## Palmarès

### Coppa del Mondo
- 1 podio:
  - 1 secondo posto (1 nel duo)